# Wednesfield
Wednesfield – miasto w Wielkiej Brytanii, w Anglii, w regionie West Midlands, w hrabstwie West Midlands. W 2001 miasto to zamieszkiwało 35 000 osób.